# Jivkovo, Șumen
Jivkovo (în bulgară Живково) este un sat în comuna Hitrino, regiunea Șumen,  Bulgaria. 

## Demografie
Componența etnică a satului Jivkovo
     Turci (90,6%)
     Bulgari (8,15%)
     Nicio identificare (0,53%)
     Altele (0,7%)
La recensământul din 2011, populația satului Jivkovo era de 564 locuitori. Din punct de vedere etnic, majoritatea locuitorilor (90,6%) erau turci, cu o minoritate de bulgari (8,15%). Pentru 0,53% din locuitori nu este cunoscută apartenența etnică.